# رنج
رنج یا الم یا درد در معنای فلسفی آن، یک گونه سوهش یا احساسی بنیادین است که خوی و ویژگی ناخوشایند وبیزاری آور و تنفربرانگیز دارد و هنگامی که یک کسی چیزی را از دست می‌دهد یا در آستانه از دست دادن چیزی جای می‌گیرد در وی پدیدار می‌شود. همچنین رنج می‌تواند برآمده از آزمودن چیزی باشد که برای آن کس دردآور و شکنجه آور است یا همچنین اندریافت یک رویداد تلخ و ناخواسته یا خواسته باشد که با خواست درونی آن کس ناسازواری دارد نیز باشد.

## در روان‌شناسی
رنج ممکن است حتی با بدست آوردن چیزی در انسان ایجاد گردد و فقط در از دست دادن چیزها نیست که درد و رنج به وجود می‌آید.
رنج و لذت دو احساس متقابل‌اند.
در واقع به‌طور فلسفی اینگونه می‌توان بیان کرد که هر اتفاقی که بر خلاف میل و خواست آدمی باشد منجر به بروز درد و رنج خواهد شد.